# Kalla fakta
Kalla fakta är ett TV-program med granskande journalistik på TV4. Sedan starten 1991 har programmet vunnit en rad svenska och internationella priser för sin journalistik. Programmet har vid ett flertal tillfällen tilldelats Stora journalistpriset, Guldspaden och Kristallen. 
Bland tidigare programledare märks bland annat Jan Guillou, Jan Scherman, Kajsa Stål, Lennart Ekdal, Elisabet Frerot Södergren, Karin Alfredsson, Lena Sundström och Peter Lindgren. 
Bland tidigare reportrar märks bland annat Thomas Kanger, Jan Scherman, Bim Enström, Trond Sefastsson, Göran Ellung, Joachim Dyvermark, Sven Bergman, Camilla Ziedorn, och Per Hermanrud. Politikerna Alice Bah Kuhnke och Gustav Fridolin har båda under en period jobbat på Kalla fakta-redaktionen. Frilansreportern Trond Sefastsson stängdes av från sin tjänst 31 augusti 2007, efter anklagelser om att ha tagit emot 400 000 kronor från en man dömd för knarkbrott.
Kalla fakta har tilldelats Stora journalistpriset för granskningarna Fallet Askar (2001), Egyptenavvisningarna (2005), Dun till varje pris (2009), Partiernas hemliga pengar (2022) och Undercover i Trollfabriken (2024).
Kalla fakta har tilldelats Guldspaden för Egyptenavvisningarna/Det brutna löftet (2004), Lögnen om barnen (2014), Belarusaffären (2021), Smutsiga personuppgifter (2022), Partiernas hemliga pengar] (2022), Våldtagen av en annan man (2025), Undercover i trollfabriken (2025). 
Kalla faktas reportage Partiernas hemliga pengar avslöjade 2022 hur flera riksdagspartier var beredda att kringgå lagen och ta emot hemliga partibidrag och vann både Guldspaden, Stora journalistpriset och Kristallen.
I maj 2024 publicerades granskningen Undercover i trollfabriken, där en reporter wallraffat som anställd inom Sverigedemokraterna under flera månader. Bland annat avslöjades att partiet hade ett stort antal anonyma konton där de i hemlighet spred politisk propaganda och invandringskritiskt innehåll på sociala medier. Granskningens två delar fick stort medialt genomslag. Myndigheten för psykologiskt försvar anmälde programmet till granskningsnämnden men det friades. Programmet tilldelades Kristallen 2024 , Stora journalistpriset och Guldspaden. 
Kalla fakta har ingen fast sändningstid i TV4 utan publicerar löpande granskningar i olika längdformat på TV4 Play, tv4.se, TV4 Nyheterna och i TV4.

## Priser (i urval)
- Stora journalistpriset 2001, 2005, 2009, 2022, 2024
- Guldspaden 2004, 2014, 2021, 2022, 2022, 2025, 2025
- Kristallen 2011, 2015, 2020, 2023, 2024
- Årets bild 2024.
- Amade-priset[7] vid Golden Nymph Avards 2024
- New York festivals
- Aftonbladets TV-pris för "Bästa svenska samhällsprogram" fyra år i rad (1998–2001).

## Urval av uppmärksammade inslag
- Reportaget om dokumentären Shocking Truth som sändes i februari år 2000 som uppmärksammades i medierna. Dels för att dokumentären sågs av riksdagen och allmänt väckte debatt men också för dess väldigt pornografiska scener. Det blev senare också en debatt i medierna om scenerna var inspelade just för dokumentären och bara skulle skapa kontrovers eller om de fanns sedan innan.
- Reportaget "Det brutna löftet" som sändes 2005 avslöjade Egyptenavvisningarna. Reportaget belönades med Stora journalistpriset 2005, Guldspaden 2004 och OPC, The Overseas Press Club awards 2004 i kategorin "Best International Reporting in the broadcast media dealing with human rights" (The Eric and Amy Burger Award).
- Reportage 2008 om mulesing, en plågsam behandlingsmetod av merinofår i Australien.
- Reportaget "Dun till varje pris" 2009 om att svenska företag köper dun som plockats från levande fåglar i Ungern, Polen och Kina. Reportaget belönades med Stora journalistpriset 2009.
- Reportaget "A royal Nazi Secret" vann Guldmedalj år 2012 vid New York Festivals för bästa historieprogram.[8]
- Granskningen av Parken Zoo år 2012 visade hur en av Sveriges mest populära djurparker bland annat avlivade fridlysta friska djur för att få plats med nya, mer attraktiva, djur. Granskningen gjorde att flera utredningar tillsattes.[9]
- Slottsherren 2017, om korruption inom Statens fastighetsverk
- Partiernas hemliga pengar 2022
- Undercover i Trollfabriken 2024
- Lundinfallet - Tysta alla vittnen 2025